# Tour de cendre
Tour de cendre (titre original : This Tower of Ashes) est le titre d'une nouvelle de George R. R. Martin, parue pour la première fois en avril 1976 dans l'anthologie Analog Annual. La nouvelle a été proposée pour le prix Locus de la meilleure nouvelle courte 1977.

## Publications
La nouvelle est incluse au recueil original Des astres et des ombres (Songs of Stars and Shadows), regroupant neuf histoires de Martin, publié en juillet 1977 puis traduit en français et publié en avril 1983 dans le recueil paru aux éditions J'ai lu. Elle fait également partie du recueil R.R.étrospective (GRRM: A RRetrospective), publié en septembre 2003 dans lequel elle apparaît dans sa traduction française sous le titre Tour de cendres.